# Planetario Hayden

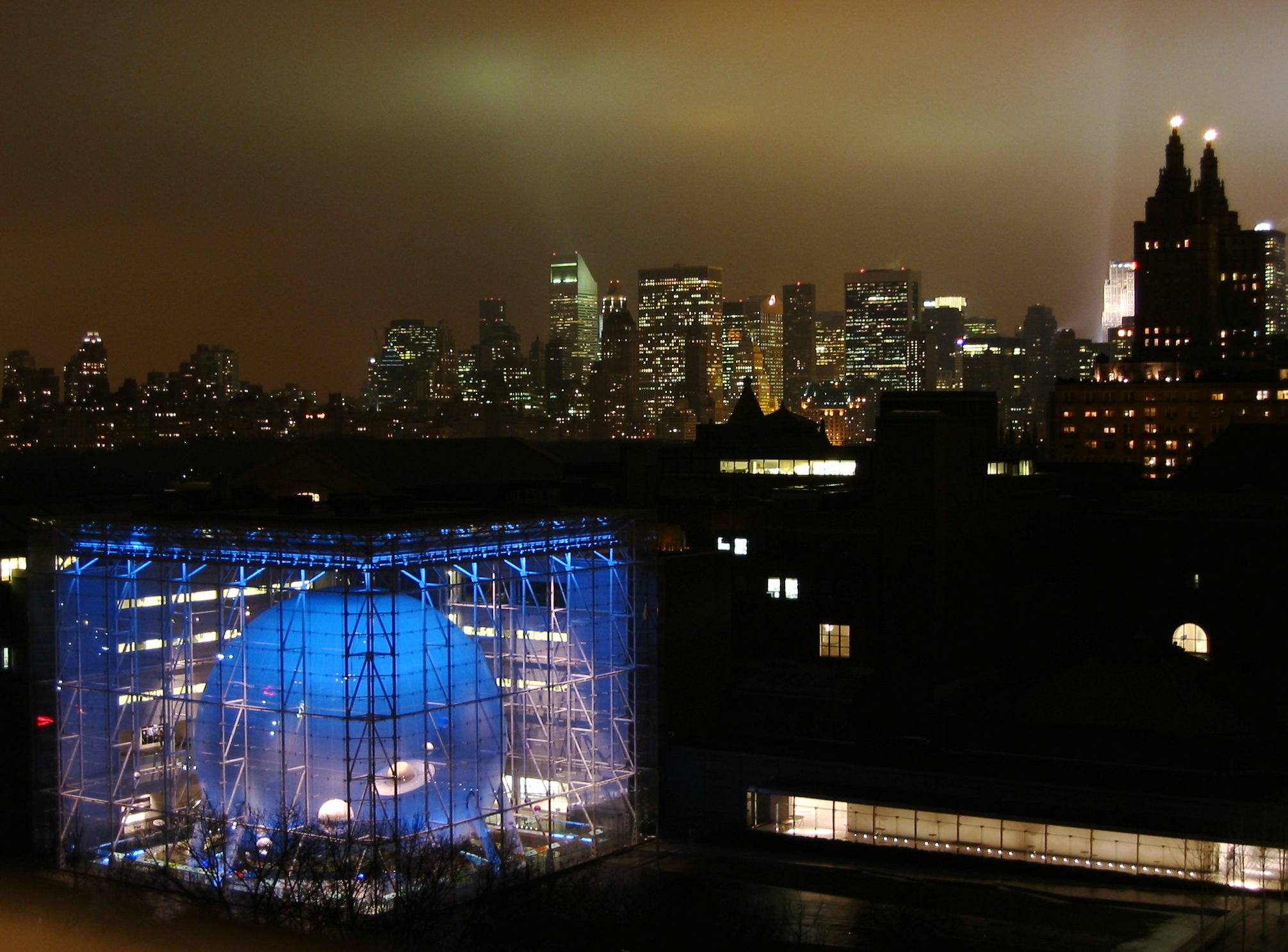
Planetario Hayden durante la noche.

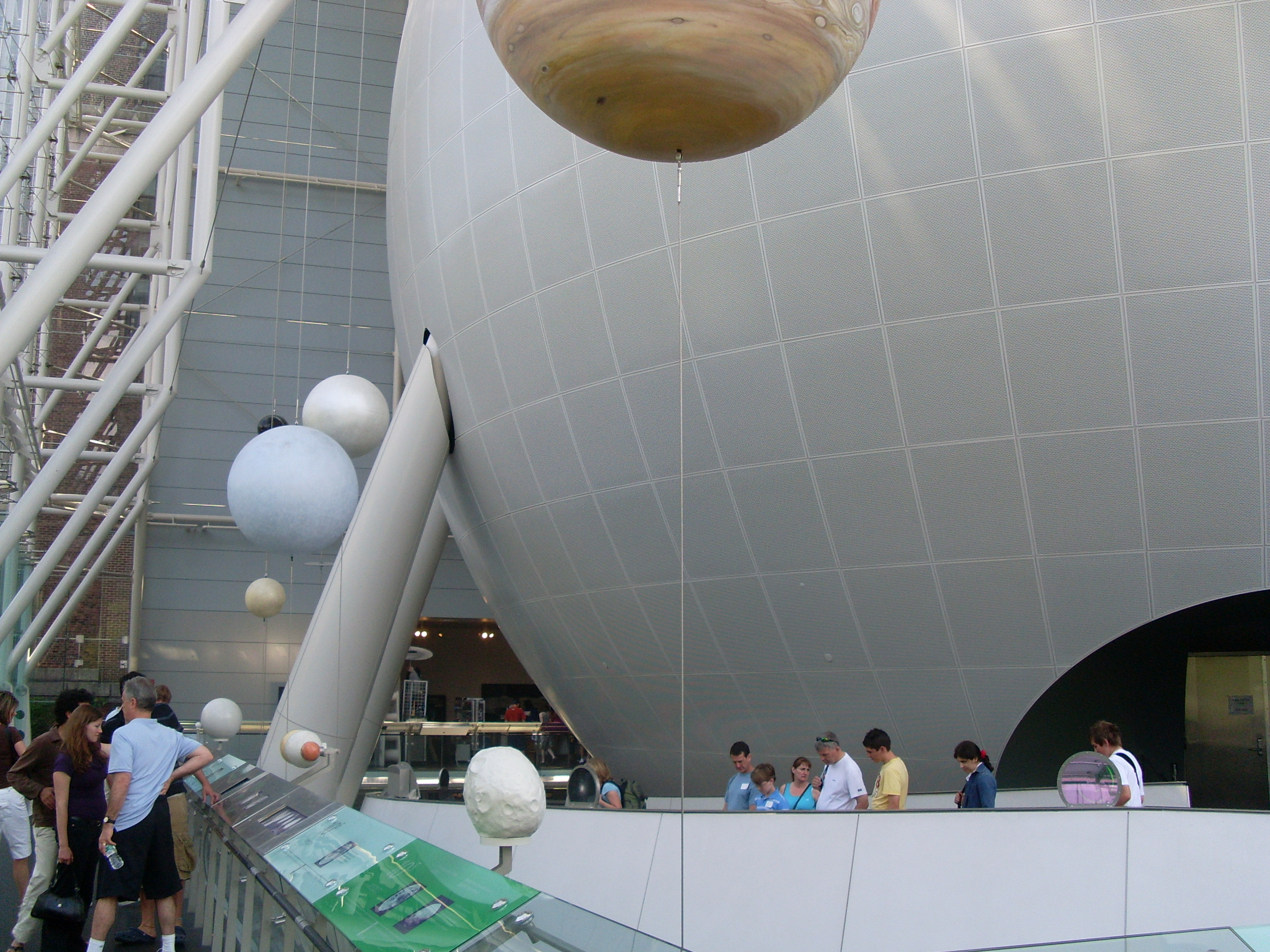
La esfera Hayden, y una exhibición sobre la escala del universo.

El Planetario Hayden es un planetario público, parte del Centro Rose para la Tierra y el Espacio del Museo Americano de Historia Natural en la ciudad de Nueva York, actualmente bajo la dirección del astrofísico Neil deGrasse Tyson.
Desde febrero del año 2000, el planetario ha sido una de las principales atracciones dentro del Centro Rose.  La mitad superior de la esfera Hayden alberga el "Star Theater" ("Teatro de las estrellas"), el cual usa videos de alta resolución sobre el domo para proyectar "espectáculos espaciales" basados en la visualización científica de datos astrofísicos actuales, además de un proyector Zeiss personalizado que hace una réplica precisa del cielo nocturno visto desde la Tierra. 
La mitad inferior de la esfera alberga el "Teatro del Big Bang", el cual representa el nacimiento del universo en un programa de cuatro minutos. Cuando los visitantes dejan el teatro del planetario, salen a la exhibición "Escalas de tamaño del universo" la cual muestra las vastas diferencias de tamaño del universo; la pasarela de salida es una línea temporal de la historia del universo desde el Big Bang al presente. Esta exhibición lleva al "Teatro del Big Bang" y sale a la "Vía Cósmica", que muestra la historia del universo. Desde el fondo de la "Vía Cósmica", los visitantes pueden pasar por el "Salón del planeta Tierra" para explorar la geología, clima, tectónica de placas, o ir al "Salón del Universo" a explorar planetas, estrellas y galaxias.
El planetario Hayden ofrece numerosos cursos y presentaciones públicas como "Fronteras de la Astrofísica" y la serie de conferencias "Autores Distinguidos".